# Tần Ai công
Tần Ai công (chữ Hán: 秦哀公, trị vì 536 TCN-501 TCN), còn gọi là Tần Tất công (秦毕公), Tần Bi công (秦㻫公), Tần Bách công (秦栢公), là vị quân chủ thứ 19 của nước Tần - chư hầu của nhà Chu trong lịch sử Trung Quốc.
Ông là con trai của Tần Cảnh công, vua thứ 18 của nước Tần. Năm 537 TCN, Tần Cảnh công qua đời, Ai công nối ngôi quốc quân.

## Quan hệ với nước Sở
Sở Bình vương sai sứ sang nước Tần xin lấy con gái tông thất cho thái tử Kiến. Tần Ai công bằng lòng gả con gái cho thái tử Kiến.
Năm 523 TCN, Sở Bình vương sai Phí Vô Cực sang nước Tần cầu hôn, xin lấy con gái tông thất cho thái tử Kiến. Tần Ai công bằng lòng gả con gái là Bá Doanh cho thái tử Kiến.
Nhưng khi người con gái nước Tần đến nước Sở, Sở Bình vương thấy nàng đẹp bèn lấy làm vợ và gả người con gái khác cho thái tử. Bình Vương lấy con gái nước Tần sinh ra con thứ là Trân, còn thái tử Kiến sinh con là Thắng.
Năm 522 TCN, Sở Bình Vương nghe lời gièm của Phí Vô Kỵ nên muốn giết thái tử Kiến. Thái tử cùng Ngũ Tử Tư bỏ chạy khỏi nước Sở. Sở Bình vương lập Hùng Trân làm thế tử, sau nối ngôi tức Sở Chiêu vương.
Sau khi thái tử Kiến bị giết, Ngũ Tử Tư sang nước Ngô phục vụ Ngô Hạp Lư. Năm 506 TCN, Ngô Hạp Lư mang quân đánh Sở báo thù cho Tử Tư, chiếm được Dĩnh Đô. Lúc đó Sở Bình vương đã mất, con là Chiêu vương (tức Hùng Trân) bỏ chạy. Bầy tôi nước Sở là Thân Bao Tư chạy sang cầu cứu Tần Ai công cứu nước Sở. Do sự năn nỉ suốt 7 ngày của Thân Bao Tư, Tần Ai công bằng lòng phát binh cùng 500 chiến xa cứu Sở.
Năm 505 TCN liên quân Tần-Sở đánh lui Ngô, Hạp Lư buộc phải rút lui, Sở Chiêu vương trở lại Sở.
Năm 501 TCN, Tần Ai công qua đời, ông ở ngôi 36 năm. Ai công có một người con trai (sử ký không nêu rõ tên) đã chết trước được đặt thụy là Tần Di công. Con Di công được lập lên nối ngôi, tức là Tần Huệ công.